# 218987 Heidenhain
218987 Heidenhain è un asteroide della fascia principale. Scoperto nel 2008, presenta un'orbita caratterizzata da un semiasse maggiore pari a 2,9400804 UA e da un'eccentricità di 0,0673527, inclinata di 4,27882° rispetto all'eclittica.